# Beilschmiedia ovalis
Beilschmiedia ovalis är en lagerväxtart som först beskrevs av Joseph Blake, och fick sitt nu gällande namn av C. K. Allen. Beilschmiedia ovalis ingår i släktet Beilschmiedia och familjen lagerväxter. Inga underarter finns listade i Catalogue of Life.